# 加悦町

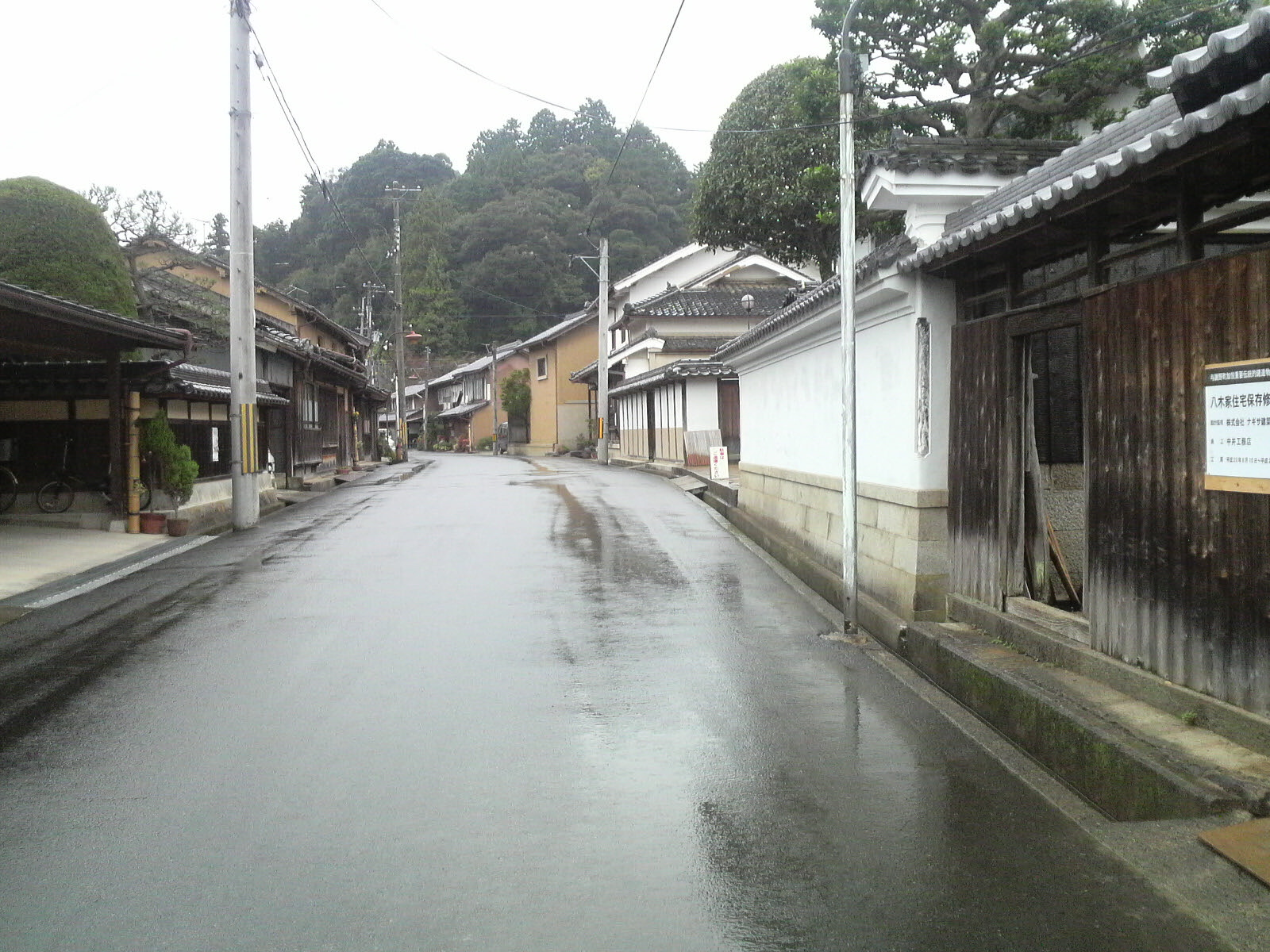
与謝野町加悦重要伝統的建造物群保存地区

加悦町（かやちょう）は、京都府の丹後半島内陸部に位置していた町。2006年3月1日、隣接の与謝郡岩滝町、野田川町と新設合併し与謝郡与謝野町となった。町役場は支所及び議会棟となっている。
古くから丹後ちりめんの町として知られ、また背後の大江山から太平洋戦争中に兵器に不可欠なニッケルを採鉱し、日本海に面した岩滝町の精錬場まで運搬した加悦鉄道があったところである。

## 地理
- 加悦谷盆地
- 山：大江山、鳩ヶ峰、権現山
- 川：野田川
- 峠：与謝峠、加悦奥峠、滝峠

### 隣接している自治体
- 京都府
  - 福知山市
  - 宮津市
  - 与謝郡
    - 野田川町
- 兵庫県
  - 豊岡市（旧出石郡但東町）

## 歴史
- 名和長年の弟の子孫（加悦氏）が領主となり開拓したことに始まる。
- 1889年（明治22年）4月1日 - 町村制の施行により、加悦町・算所村・加悦奥村・後野村の区域をもって加悦町（第1次）が発足。
- 1927年（昭和2年）3月7日 - 北丹後地震が発生。家屋の多くが押し潰され、縮緬工場が焼失したほか酒屋と醤油屋の蔵も潰れ[1]るなど地域産業にも大きな打撃を受ける。
- 1954年（昭和29年）12月1日 - 桑飼村・与謝村と合併し、改めて加悦町（第2次）が発足。
- 2006年（平成18年）3月1日 - 岩滝町・野田川町と合併して与謝野町が発足。同日加悦町廃止。

## 行政
- 第14代町長：尾藤正治（11代目尾藤庄蔵）

- 町長：小西英雄（2002年12月から）

## 経済

### 産業
- 主な産業：農業、織物業（丹後ちりめん）

### 主な立地企業
- 京都北都信用金庫 加悦支店
- フクヤ 加悦店
- にしがき 加悦店

## 地域
医療機関
- 町内に病院はないが、診療所が7箇所ある。

## 子育て支援
保育所
- 加悦町立加悦保育園
- 加悦町立与謝保育園
- 加悦町立桑飼保育園

## 教育
幼稚園
- 加悦聖三一幼稚園（私立）

小学校
- 加悦町立加悦小学校
- 加悦町立与謝小学校
- 加悦町立桑飼小学校

中学校
- 加悦町立加悦中学校

※町内に高等学校、特別支援学校、大学はない。

## 交通

### 鉄道路線
※町内に鉄道路線はない。かつては加悦鉄道が通っていた。
- 最寄り駅：北近畿タンゴ鉄道宮津線 野田川駅(第三セクター以降前は丹後山田駅、現在の京都丹後鉄道宮豊線与謝野駅)

### バス
- 丹海バスが走っている。

### 道路
一般国道
国道176号
都道府県道
京都府道16号宮津野田川線
京都府道608号温江加悦線
京都府道626号野田川加悦線
京都府道701号加悦但東線
京都府道705号中藤加悦線
京都府道803号加悦岩滝自転車道線

## 名所・旧跡・観光スポット・祭事・催事
- 旧加悦町役場庁舎
- 加悦谷祭
- 大江山運動公園
- 大江山憩いの広場
- 旧尾藤家住宅
- 加悦鉄道資料館（旧加悦鉄道加悦駅舎）
- 加悦SL広場
- 加悦双峰公園
- 加悦町古墳公園
- リフレかやの里
- 滝の千年ツバキ公園
- 加悦工芸の里（江山文庫）

## 電気
才賀藤吉が1910年（明治43年）1月に事業許可を受け、7月丹後電気を設立し発電所（瓦斯力、出力75kW）を建設。1911年（明治44年）8月に事業開始したが、1912年（明治45年）7月に宮津電燈、丹波電気、丹後電気三社合併し、両丹電気へ社名変更した

## 出身有名人
- 西原加純 - 陸上選手（佛教大学）